# الساحیل القاربی
ال-ساحیل ال-قاربی یک منطقهٔ مسکونی در لیبی است که در بنغازی واقع شده‌است.